# 米热尔·奥蒂洛
米热尔·奥蒂洛（匈牙利語：Mizsér Attila，1961年4月28日—），生于布达佩斯，匈牙利男子现代五项运动员。他曾获得1988年夏季奥运会男子团体金牌和1992年夏季奥运会男子个人银牌。